# دینور، پاکستان
دینور (به انگلیسی: Danyor) یک شهر در پاکستان است که در گلگت-بلتستان واقع شده‌است. دینور ۲۵٬۰۰۰ نفر جمعیت دارد و ۲٬۰۰۰ متر بالاتر از سطح دریا واقع شده‌است.